# Parábola del tesoro escondido

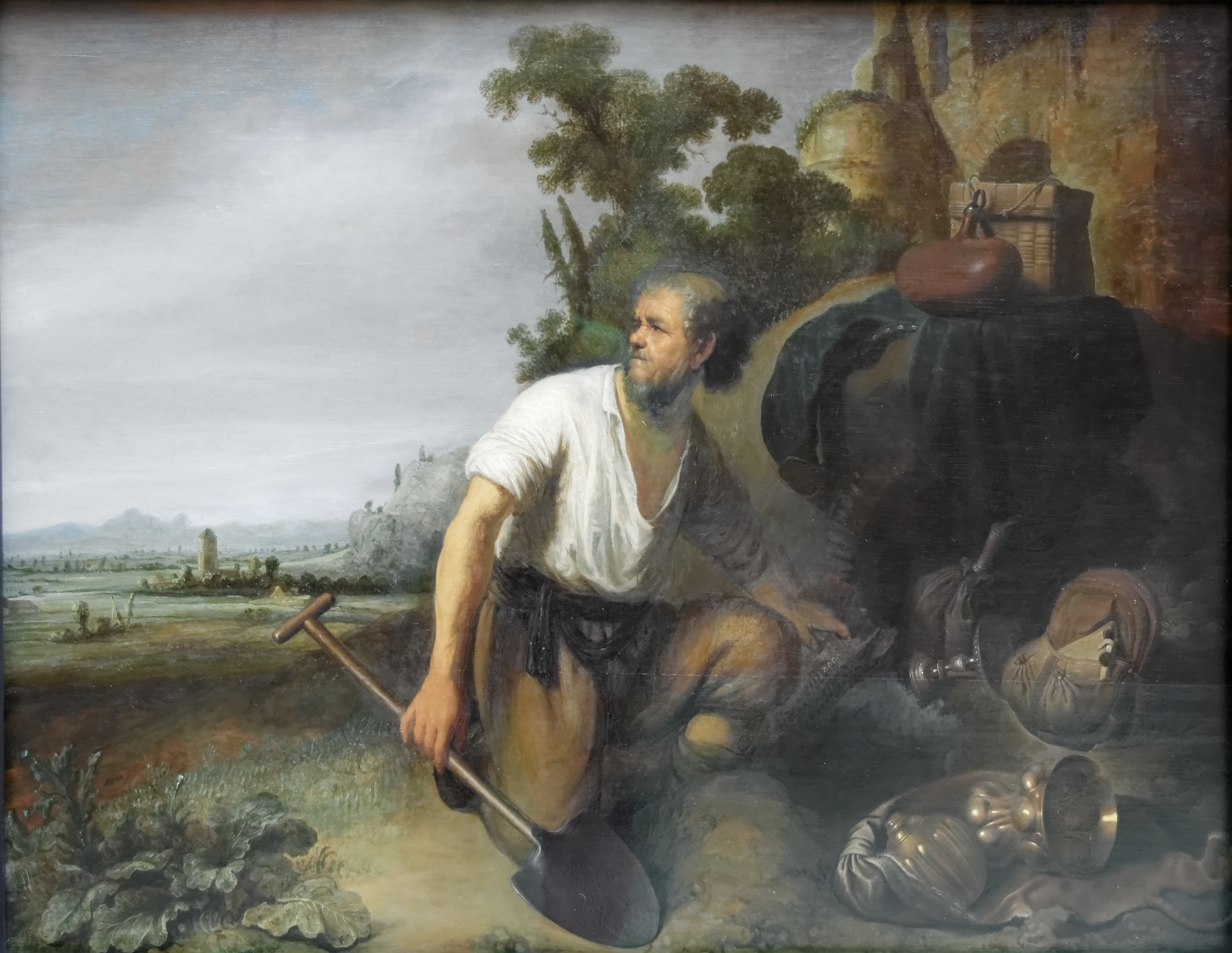
Parábola del tesoro escondido de Rembrandt (c. 1630).

La Parábola del tesoro escondido es una conocida parábola de Jesús, que aparece en el Evangelio de Mateo 13:44, e ilustra el gran valor del Reino de los Cielos. Precede inmediatamente a la parábola de la perla de gran valor, que tiene un tema similar. La parábola ha sido representada por artistas como Rembrandt.

## Narración
La breve  parábola del tesoro escondido es la siguiente:

Además, el Reino de los Cielos es semejante a un tesoro escondido en el campo, que un hombre encontró y escondió. En su alegría, va y vende todo lo que tiene, y compra ese campo.
Mateo 13:44, Sagrada Biblia-EUNSA 

. 

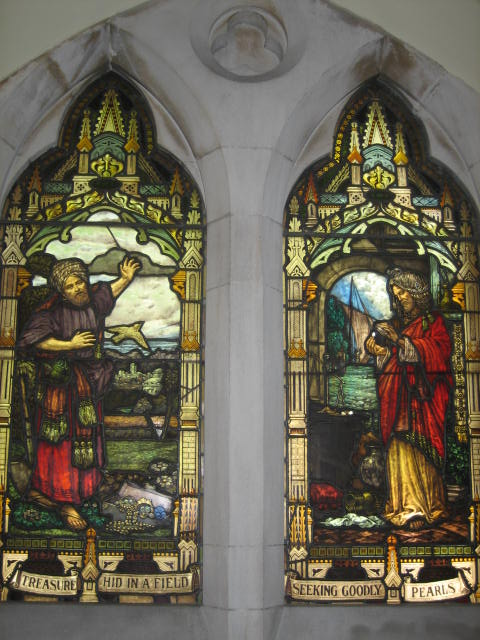
Una representación de esta parábola (a la izquierda) emparejada con la de la perla (a la derecha) en una vidriera en la Scots' Church, Melbourne

El escenario aquí presupone que alguien ha enterrado un tesoro y posteriormente ha muerto. El actual propietario del campo desconoce su existencia. El descubridor, tal vez un jornalero, tiene derecho a él, pero no puede extraerlo convenientemente a menos que compre el campo. Para un campesino, tal descubrimiento de un tesoro representaba el 'último sueño'.

## Interpretación
Esta parábola se interpreta como una ilustración del gran valor del Reino de los Cielos, por lo que tiene un tema similar al de la parábola de la perla. John Nolland comenta que la buena fortuna reflejada en el "hallazgo" refleja un "privilegio especial", y una fuente de alegría, pero también refleja un desafío, al igual que el hombre de la parábola renuncia a todo lo que tiene, para reclamar el tesoro mayor que ha encontrado.
Según los comentarios de la Sagrada Biblia de EUNSA :

Con esta parábola y la Parábola de la perla de gran valor, Jesús presenta el valor supremo del Reino de los Cielos y la actitud que debe tener el hombre para alcanzarlo. Si bien son muy similares, presentas diferencias que son dignas de mención: el 'tesoro' significa la abundancia de dones; la perla, la belleza del Reino. El 'tesoro' se presenta de improviso, la 'perla' supone, en cambio, una búsqueda esforzada; pero en ambos casos el que encuentra queda inundado de un profundo gozo. Así es la fe, la vocación, la verdadera sabiduría, «el deseo del cielo»; a veces se presenta de modo inesperado, otras sigue a una intensa búsqueda. Sin embargo, la actitud del hombre es la misma en ambas parábolas y está descrita con los mismos términos: «va y vende todo cuanto tiene y la compra»; el desprendimiento, la generosidad, es condición indispensable para alcanzarlo.

La naturaleza oculta del tesoro puede indicar que el Reino de los Cielos "aún no se ha revelado a todos".
También existen otras interpretaciones de la parábola, en las que el tesoro representa a Israel o a la  Iglesia.

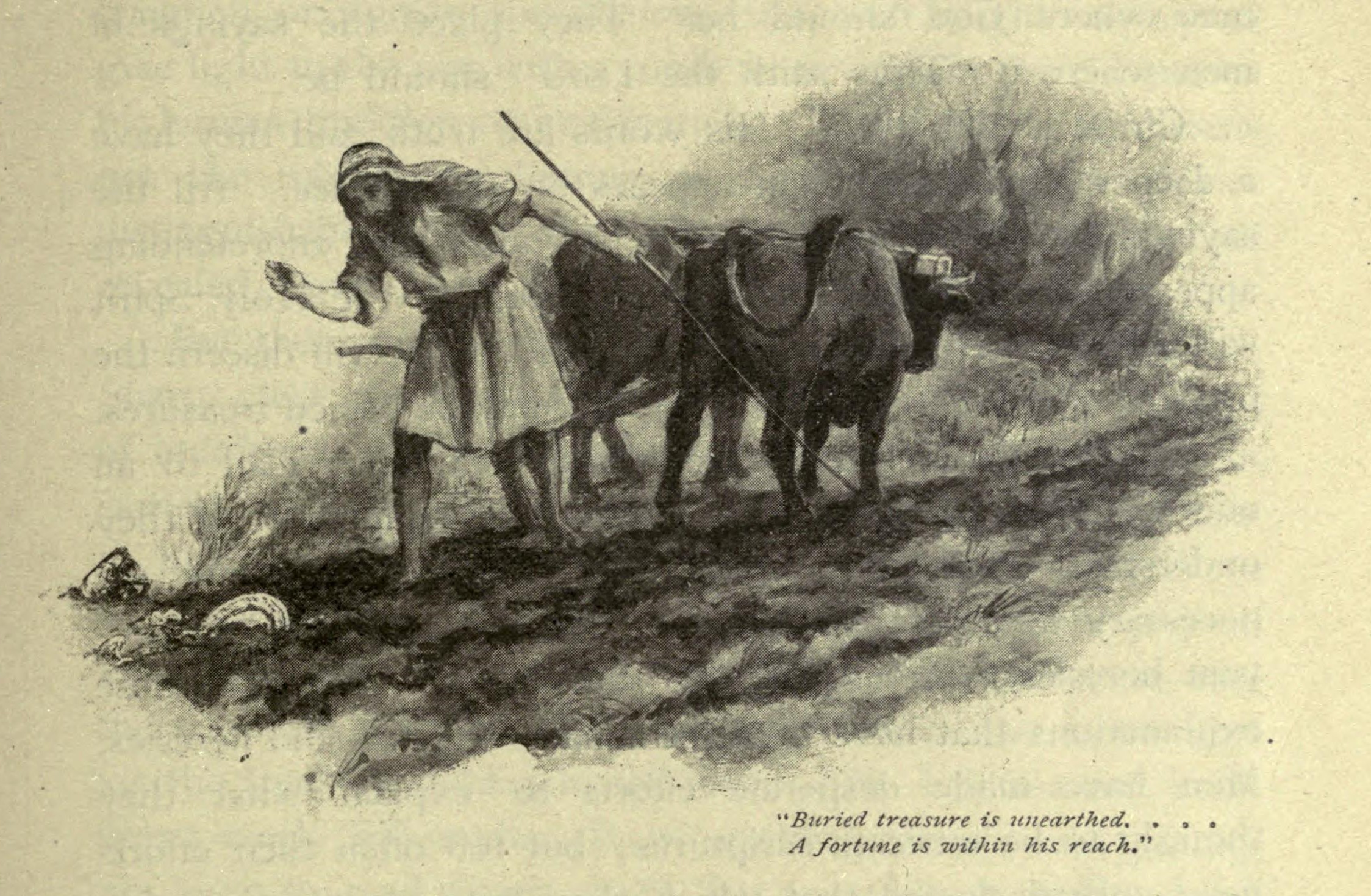
Se desentierra un tesoro enterrado; una fortuna está a su alcance.

En la Catena Aurea de  Santo Tomás de Aquino, recopila los comentarios de algunos de los Padres de la Iglesia sobre este pasaje, que señalan que, al igual que el tesoro escondido en el campo, el Evangelio es gratuito y está abierto a todos, pero para poseer verdaderamente las riquezas celestiales, hay que estar dispuesto a renunciar al mundo para comprarlo.  Los Padres también identifican que el campo en el que se esconde el tesoro es la disciplina del aprendizaje celestial:

esto, cuando un hombre encuentra, se esconde, para poder preservarlo; para el celo y los afectos hacia el cielo no es suficiente el que protejamos de los malos espíritus, si no protegemos de las alabanzas humanas. Porque en esta vida presente estamos en la guerra que conduce a nuestra patria, y los espíritus malignos como ladrones nos acosan en nuestro viaje. Por lo tanto, los que llevan su tesoro abiertamente, buscan saquear en el camino. Cuando digo esto, no quiero decir que nuestros vecinos no vean nuestras obras, sino que en lo que hacemos no busquemos la alabanza de fuera. El reino de los cielos se compara, pues, con las cosas de la tierra, para que la mente se eleve de las cosas conocidas a las desconocidas, y aprenda a amar lo desconocido por lo que sabe que se ama cuando se conoce Sigue: Y por su alegría va y vende todo lo que tiene, y compra aquel campo. El que vende todo lo que tiene y compra el campo es el que, renunciando a los deleites carnales, pisotea todos sus deseos mundanos en su ansiedad por la disciplina celestial.

El estudioso del Nuevo Testamento Adolf Jülicher ofrece una explicación aparentemente sencilla de la parábola. Identifica tres partes en las parábolas o similitudes (símiles o metáforas extendidas): la parte de la imagen (Bildhälfte), la parte de la realidad (Sachhälfte) y el punto de comparación (teritium comparationis). En este caso, la parte de la imagen es el tesoro escondido, la parte de la realidad es el reino de Dios, y el punto de comparación es el valor inestimable del Reino.
A la luz de las parábolas anteriores de Mateo en las que Dios o Jesús actúa en nombre de su iglesia, el teólogo luterano David P. Scaer entiende que el tesoro del campo es la humanidad, y el que compra el campo es Cristo.  Así, como el hombre de la parábola vende todo lo que tiene para comprar el campo, Cristo entrega su vida para redimir a la humanidad.

## Evangelio de Tomás
Una parábola similar aparece también en el Evangelio de Tomás (cita 109):

El reino de los Cielos es como una persona que tenía un tesoro escondido en su campo pero no lo sabía. Y [cuando] murió se lo dejó a su [hijo]. El hijo tampoco lo sabía. Se hizo cargo del campo y lo vendió. El comprador fue a arar, [descubrió] el tesoro y empezó a prestar dinero con intereses a quien quisiera. Evangelio de Tomás 109, traducción Patterson/Meyer

La versión de esta obra de la parábola de la Perla aparece antes (refrán 76), en lugar de inmediatamente después, como en Mateo. Sin embargo, la mención de un tesoro en el dicho 76 puede reflejar una fuente del Evangelio de Tomás en la que las parábolas eran adyacentes, de modo que el par de parábolas original ha sido "separado, colocado en contextos separados y ampliado de una manera característica del folclore. " Los múltiples cambios de propiedad del campo son exclusivos del Evangelio de Tomás, y reflejan un tema diferente al de la parábola del Nuevo Testamento.

## Representaciones
Ha habido varias representaciones de la parábola del Nuevo Testamento en el arte, incluidas obras de Rembrandt, Jan Luyken, James Tissot y John Everett Millais.